# Síndrome de deleção 11p
A síndrome de deleção 11p, anteriormente conhecida como síndrome WAGR, é um distúrbio genético no qual as pessoas correm o risco de tumor de Wilms (um tipo de câncer renal), niridia (ausência da parte colorida do olho), anormalidades geniturinárias, como testículos não descidos, e retardo mental. Outros sintomas podem incluir sensibilidade à luz, catarata, obesidade infantil, pancreatite e insuficiência renal. As deficiências intelectuais estão geralmente na faixa de leves a moderadas.
A causa é a deleção de material genético no braço curto do cromossomo 11. A maioria dos casos ocorre espontaneamente durante o desenvolvimento inicial, embora raramente possa ser herdado de um dos pais. O que falta é um grupo de genes, incluindo PAX6 e WT1, que ficam próximos uns dos outros. Se o gene BDNF também estiver envolvido, ocorre obesidade. O diagnóstico é geralmente suspeitado com base no exame ao nascimento e confirmado pelo cariótipo.
O tratamento é baseado nos sintomas. O tumor de Wilms é geralmente tratado com cirurgia e quimioterapia, as deficiências intelectuais podem ser apoiadas por educação especial e os problemas renais podem ser controlados com inibidores da ECA ou um transplante renal. Acredita-se que a expectativa de vida seja reduzida, mas não está claro em quanto.
A síndrome WAGR afeta entre 1 em 500.000 a 1 em um milhão de pessoas. Os homens são afetados com mais frequência do que as mulheres. A condição foi descrita pela primeira vez por Miller em 1964. A anormalidade genética associada foi descoberta em 1978 por Riccardi.